# Yeongnam Air
Yeongnam Air (kor. 영남에어) – południowokoreańska linia lotnicza z siedzibą w Pusan. Działała przez 6 miesięcy w 2008, posiadała 1 samolot typu Fokker 100.